# Sončev tempelj (videoigra)
Sončev tempelj je videoigra, ki temelji na Sedmih kristalnih kroglah in Sončevemu templju , stripovska zvezka, serije Tintin in njegove pustolovščine, belgijskega karikaturista Hergéja. Za SNES, Windows, Game Boy in Game Boy Color je bila izdana konec leta 1997 in 2000.

## Igra
Sončev tempelj je platformska igra. Igralec nadzira lika Tintina okoli ovir in skozi izzive za dokončanje različnih ravni igre. Igra in animacija te igre sta podobni prejšnji izdaji Infogramesa, Tintin v Tibetu, ki je izšla leta 1995.

## Izdaja
Igra je bila izdana leta 1997 za računalnik, SNES in Game Boy ter kasneje leta 2000 za Game Boy Color.